# Канікули (фільм, 1983)
«Канікули» (або «Відпустка») (англ. National Lampoon's Vacation) — американська дорожня кінокомедія 1983 року режисера Гарольда Реміса, за сценарієм Джона Г'юза.
Фільм мав шалений успіх і отримав ряд продовжень. У 2015 році був перезапущений. Для акторки Джейн Краковські роль у фільмі стала дебютною.

## Сюжет
Щоб провести більше часу зі своєю родиною, Кларк Грізволд вирішує звозити свою дружину Еллен та дітей, Расті і Одрі, у сімейну відпустку з Чикаго у парк розваг Веллі Ворлд, що у Південній Каліфорнії. Еллен пропонує подолати цей великий шлях літаком, проте Кларк наполягає на подорожі автомобілем. Спеціально для поїздки він замовляє спортивний автомобіль, але в ділерському центрі з'ясовується, що потрібну машину не встигли доставити і, піддавшись на вмовляння дилера, Кларк бере замість нього потворний зелений універсал.
Під час поїздки з Грізволдами трапляються різні пригоди. У Сент-Луїсі вони заблукали і потрапили в неблагополучний район. В Додж-Сіті Грізволди відвідують місцевий салун. Проїжджаючи Канзасом, вони відвідують ферму своїх родичів — кузину Еллен Кетрін, її чоловіка Едді, та їхніх дітей. Наступного дня Грізволдам доводиться прихопити із собою стару тітку Едну, та її злого пса Дінкі, яких треба відвезти у Фінікс. Після ночівлі в брудному та жалюгідному кемпінгу в Колорадо, Кларк забуває відв'язати від автомобільного бампера Дінкі, і собака гине в дорозі. При виїзді зі штату, Еллен губить свою сумку з кредитними картками.
Дорогою до Великого каньйону, Кларк збився зі шляху, і родина заблукала у Долині монументів. Автомобіль, після падіння з дороги, ламається. Останні гроші Кларк віддає автомеханікам за ремонт машини. Вже підїжджаючи до Фінікса родина виявляє, що тітка Една померла. Грізволди добираються до будинку її сина, але виявляється що його нема вдома. Грізволдам не залишається нічого іншого, як залишити мертву Едну на задньому подвір'ї.
Після пережитих пригод Еллен та діти хочуть повернутись додому, але Кларк наполягає на продовженні мандрівки, оскільки до Веллі Ворлду залишилось зовсім трохи. Після сварки з родиною, Кларк йде до бару мотелю де вони зупинились і знайомиться там з красивою дівчиною, яку він раніше зустрічав дорогою на червоному «Феррарі».
Наступного дня Грізволди нарешті добираються до Веллі Ворлда, проте парк виявляється зачиненим на ремонт. Кларк купляє іграшковий пістолет, і погрожуючи ним охоронцю парка, змушує того запустити атракціони для сім'ї. Під час катання на атракціонах, в парк прибуває спецназ, разом з власником парку. Грізволдів заарештовують, проте хазяїн парку, розчулившись їхньою історією, пробачає їх і дозволяє веселитись далі.

## У ролях
- Чеві Чейз — Кларк Грізволд
- Беверлі Д'Анджело — Еллен Грізволд
- Ентоні Майкл Голл — Расті Грізволд
- Дана Беррон — Одрі Грізволд
- Ренді Куейд — кузен Едді
- Міріам Флінн — кузина Кетрін
- Імоджен Кока — тітка Една
- Джейн Краковські — Віккі
- Юджин Леві — дилер в автоцентрі
- Джон Кенді — Ланські, охоронець парку
- Крісті Брінклі — дівчина на Феррарі
- Едді Брекен — Рой Воллі
- Френк Макгрей — Гровер
- Джон Діл — механік

## Сприйняття
Фільм отримав загалом позитивні відгуки як від глядачів, так і від кінокритиків. На сайті Rotten Tomatoes фільм має рейтинг 93 % на основі 43 рецензій.
Загалом, фільм протримався в американському прокаті 12 тижнів. Касові збори склали понад 61 млн доларів, при загальному кошторисі у 15 млн.

## Продовження
Успіх картини стимулював випустити продовження. У 1985 році на екрани вийшла друга частина — «Європейські канікули», у 1989 році третя частина — «Різдвяні канікули», а у 1997 — «Канікули у Вегасі». У 2003 році вийшов спін-оф — «Різдвяні канікули 2: Пригоди кузена Едді на безлюдному острові», головними героями якого були сільські родичі Грізволдів.
У 2015 році було випущено фільм «Канікули», який став водночас перезапуском і продовженням історії Грізволдів. Головний герой фільму — вже дорослий Рассел Грізволд, син Кларка і Еллен, подорожує з родиною маршрутом свого дитинства.